# Ouparine Djoco
Ouparine Djoco (Juvisy-sur-Orge, 22 aprile 1998) è un calciatore guineense con cittadinanza francese, portiere del Bergerac in prestito dal Clermont Foot.

## Carriera

### Club
Prodotto del settore giovanile del Fleury 91, nel 2017 viene acquistato dal Clermont Foot; inizialmente aggregato alla seconda squadra, il 16 maggio 2019 firma il suo primo contratto professionistico con il club rossoblu.
Il 19 settembre 2020 fa il suo esordio fra i professionisti in occasione dell'incontro di Ligue 2 pareggiato 1-1 contro il Tolosa, dove entra in campo a fine primo tempo per via dell'espulsione del portiere titolare Arthur Desmas. Il 21 dicembre seguente prolunga il contratto fino al 2025.

### Nazionale
Ha partecipato alla Coppa delle nazioni africane 2023.

## Statistiche

### Presenze e reti nei club
Statistiche aggiornate al 2 febbraio 2023.
| Stagione        | Squadra         | Campionato      | Campionato | Campionato | Coppe nazionali | Coppe nazionali | Coppe nazionali | Coppe continentali | Coppe continentali | Coppe continentali | Altre coppe | Altre coppe | Altre coppe | Totale | Totale |
| Stagione        | Squadra         | Comp            | Pres       | Reti       | Comp            | Pres            | Reti            | Comp               | Pres               | Reti               | Comp        | Pres        | Reti        | Pres   | Reti   |
| --------------- | --------------- | --------------- | ---------- | ---------- | --------------- | --------------- | --------------- | ------------------ | ------------------ | ------------------ | ----------- | ----------- | ----------- | ------ | ------ |
| 2017-2018       | Clermont Foot 2 | N3              | 5          | -?         |                 | -               | -               |                    | -                  | -                  |             | -           | -           | 5      | -?     |
| 2018-2019       | Clermont Foot 2 | N3              | 15         | -?         |                 | -               | -               |                    | -                  | -                  |             | -           | -           | 15     | -?     |
| 2019-2020       | Clermont Foot 2 | N3              | 14         | -?         |                 | -               | -               |                    | -                  | -                  |             | -           | -           | 14     | -?     |
| 2021-2022       | Clermont Foot 2 | N3              | 2          | -?         |                 | -               | -               |                    | -                  | -                  |             | -           | -           | 2      | -?     |
| 2020-2021       | Clermont Foot   | L2              | 3          | -3         | CF              | 1               | -1              |                    | -                  | -                  |             | -           | -           | 4      | -4     |
| 2021-2022       | Clermont Foot   | L1              | 24         | -36        | CF              | 0               | 0               |                    | -                  | -                  |             | -           | -           | 24     | -36    |
| 2022-2023       | Clermont Foot   | L1              | 0          | 0          | CF              | 1               | -1              |                    | -                  | -                  |             | -           | -           | 1      | -1     |
| Totale carriera | Totale carriera | Totale carriera | 63         | -39        |                 | 2               | -2              |                    | -                  | -                  |             | -           | -           | 65     | -41    |